# پیاده‌روی (فیلم ۱۹۶۸)
«پیاده‌روی» (انگلیسی: Walking (film)) یک فیلم است که در سال ۱۹۶۸ منتشر شد.